# ۲۲ رجب
۲۲ رجب، بیست و دومین روز از ماه رجب در تقویم هجری قمری است.
در تقویم هجری قمری قراردادی این روز صد و نود و نهمین روز سال است.